# Federico Rocchetti
Pour les articles homonymes, voir Rocchetti.
Federico Rochetti, né le 14 janvier 1986 à Bergame (Lombardie), est un coureur cycliste italien. 

## Biographie
En 2012, il rejoint l'équipe Utensilnord Named.

## Palmarès
- 2008
  - Targa d'Oro Città di Legnano
  - 2e du Mémorial Gerry Gasparotto
  - 2e de la Coppa Comune di Castelfranco
  - 3e du Circuito Alzanese
  - 3e du Gran Premio Sannazzaro
- 2009
  - Trophée Stefano Fumagalli
  - Giro della Valsesia
  - Trophée MP Filtri
  - Trophée Raffaele Marcoli
  - Gran Premio Sannazzaro
  - Coppa d'Inverno
  - 2e du Trofeo Sportivi di Briga
  - 2e du Circuito Guazzorese
  - 2e de Milan-Rapallo
- 2010
  -  Champion d'Italie élites sans contrat
  - Coppa Giuseppe Romita
  - Circuito Castelnovese
  - 2e du Grand Prix Colli Rovescalesi
  - 3e du Trophée de la ville de Brescia
  - 3e du Circuito Casalnoceto
- 2013
  - Giro del Medio Brenta
  - 3e du Miskolc GP

## Classements mondiaux
| Année           | 2008 | 2009 | 2010 | 2011 | 2012 | 2013 |
| --------------- | ---- | ---- | ---- | ---- | ---- | ---- |
| UCI Europe Tour | 812e | 894e |      | 409e | 995e | 150e |